# 清水邦夫 (数学者)
清水 邦夫（しみず くにお）は、日本の数学研究者、慶應義塾大学理工学部数理科学科教授（理学博士）。
1972年東京理科大学理学部応用数学科卒業、1974年東京理科大学大学院理学研究科、1987年東京理科大学講師、1997年東京理科大学理学部応用数学科教授、1998年から現職。

## 主な所属学会
- 日本統計学会（評議員）
- 統計関連学会連合
- 応用統計学会（元会長）

## 著書
- 損保数理・リスク数理の基礎と発展：クレームの分析手法(2006)[1]
- 数理情報科学辞典(1995)[1]
- Lognormal Distributions: Theory and Applications(1988)[1]
- 数学的経験(The Mathematical Experience)(1986)[1]
- 数理情報科学辞典(1995)